# Dalhem
Dalhem (valonă Dålem) este o comună francofonă din regiunea Valonia din Belgia. Comuna este formată din localitățile Dalhem, Berneau, Bombaye, Feneur, Mortroux, Neufchâteau, Saint-André și Warsage. Suprafața totală a comunei este de 36,09 km². La 1 ianuarie 2008 comuna avea o populație totală de 6.647 locuitori. 